# Пумпянский, Борис Яковлевич
Борис Яковлевич Пумпя́нский (1906—1944) — советский кинооператор. Лауреат Сталинской премии второй степени (1946 — посмертно).

## Биография
Родился 29 июня (12 июля) 1907 года в Баку.
Окончил художественное училище (1927) и операторское отделение Одесского кинотехникума (1931). С 1931 по 1935 год — оператор и художественный руководитель отдела хроники киностудии Азкино-Азерфильма. С 1938 по 1943 год — оператор Алма-Атинской студии хроникально-документальных фильмов. Фронтовой оператор.
Погиб в 1944 году. Б.Пумпянский вылетел на фронт для съемок сюжета для киножурнала. Самолет, на котором он летел, потерпел катастрофу в Карпатах.  Борис Пумпянский получил ранения, несовместимые с жизнью. Через несколько дней он умер. 26 декабря 1944 года его похоронили на ужгородском кладбище. Летом 1945 года останки Пумпянского были перевезены из Ужгорода в Москву и перезахоронены на Армянском кладбище.
Жена — Седа (Сэдда) Пумпянская (урожд. Мелик-Шахназарова, 1916—2014), режиссер. Лауреат Ленинской премии за участие в создании 20-серийной киноэпопеи «Великая Отечественная» (фильмы «Оборона Сталинграда» (№ 7) и «Сталинград выстоял» (№ 8).
Сын —  Александр Пумпянский (род. 1940), журналист.
Внучка — Седа Александровна Пумпянская (род. 1965). В 1999-2004 гг. работала в аппарате ООН — руководитель службы общественной информации и руководитель службы по связям с общественностью; работала в миссиях ООН в Гватемале, Косово и Боснии; в Совете Европы — директор по связям с общественностью; в 2012-2013 — Вице-президент, руководитель департамента по международным отношениям и связям с общественностью «Сколково».

## Награды и премии
- Сталинская премия второй степени (1946, посмертно) — за съёмки, вошедшие в фильм «Освобожденная Чехословакия»

## Фильмография
- Днепрострой
- 1932 — Кочевники
- 1933 — 26 бакинских комиссаров (фильм) — второй оператор
- 1934 — Лок-Батан; Симфония нефти
- 1935 — Знатный Азербайджан; Игра в любовь (фильм, 1935)
- 1936 — 15 победных лет
- 1937 — Победный день (фильм); Шакро
- 1939 — Айтыс; Побежденная пустыня
- 1940 — Родник новый
- 1942 — Гвардейцы тыла; Лесорубы
- 1943 — Тебе, фронт — главный оператор

## Источник
- Кино: Энциклопедический словарь / Гл. ред. С. И. Юткевич; Редкол.: Ю. С. Афанасьев, В. Е. Баскаков, И. В. Вайсфельд и др. — Москва: Советская энциклопедия, 1987. — стр. 340.